# Grande Cache

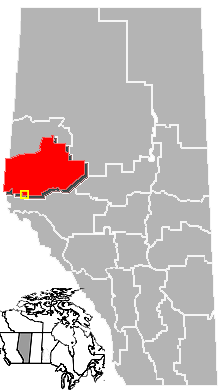
Localização de Grande Cache em Alberta.

Grande Cache é um município canadense da província de Alberta, localizado ao sul de Grande Prairie. Sua população é de 4.441 habitantes (2006) e sua área de 35,48 km².